# Новозолотовская
Новозолотовская — станица в Семикаракорском районе Ростовской области.
Административный центр Новозолотовского сельского поселения.

## География
Станица расположена на берегу реки  Подпольной, находится в 8 километрах от Семикаракорска.

### Улицы
| - ул. Буденного, - ул. Дачная, - ул. Донская, - ул. Ленина, | - ул. Малиновского, - ул. Молодёжная, - ул. Октябрьская, - ул. Первомайская, | - ул. Речная, - ул. Советская, - ул. Чкалова, - ул. Энергетиков, | - пер. Братский, - пер. Мирный, - пер. Северный, - пер. Школьный. |

## История
По архивным данным на 1746 год в станице Золотовской числилось 86 дворов, в которых проживали 619 человек обоего пола. Здесь действовала небольшая церковь Архистратига Михаила, которая была перестроена в большую и просуществовала до 1817 года. По данным на 1782 год при Михайловском храме числилось 74 приходских двора, к 1800 году число дворов увеличилось до 115 и в них проживало 675 человек обоего пола. В 1822 году в станице Золотовской проживал 1091 человек, имелись 194 частных и 1 общественное здание, действовали деревянная церковь, 6 водяных и 1 ветряная мельницы.
В 1817 году Михайловский храм обветшал, и жители станицы построили новую деревянную церковь во имя Архистратига Михаила, которая сгорела в 1884 году. В 1894 году Михайловская деревянная на каменном фундаменте церковь с колокольней заново была отстроена и в этом же году освящена. По данным ЦГИА СССР, в станице в 1888 году была открыта ещё одна церковь — Вознесенская, первым священником которой был Кожин Павел Васильевич.
В 1905 году станица Золотовская была перенесена в хутор Красноярский с прежним названием (станица Золотовская), в которой числилось около двух тысячи населения. На прежнем месте остался хутор Золотовский. До Октябрьской революции станица входила в 1-й Донской округ Области Войска Донского. После окончания Гражданской войны станица стала селом Золотовским — центром сельсовета в составе Семикаракорского района Донского округа Северо-Кавказского края. Здесь числилось 336 домов, 1502 жителя, школа 1-й ступени, 2 библиотеки, 2 мельницы и 2 мелких промышленных предприятия.
На 1 июля 1950 года населенный пункт был обозначен как станица Ново-Золотовская, центр одноимённого сельсовета в составе Семикаракорского района.

## Население
| 2010 |
| ---- |
| 1730 |

### Известные люди
В станице родился Быкадоров, Яков Иванович — Герой Социалистического Труда.

## Экономика и инфраструктура
С 1958 года работал совхоз «Новозолотовский». В настоящее время — ООО «Золотовское», у которого зерновое и овощемолочное направления, а также ООО «Орошаемое» — с зерновым направлением. Имеется инкубаторная станция.
меньшая  часть улиц станицы асфальтированы, проведён газопровод. В станице имеются средняя школа, детский сад, Дом культуры, библиотека, магазины, медпункт, аптека, почта.